# Crematogaster barbouri
Crematogaster barbouri är en myrart som beskrevs av Weber 1934. Crematogaster barbouri ingår i släktet Crematogaster och familjen myror. Inga underarter finns listade i Catalogue of Life.